# Royal Excel Mouscron
Royal Mouscron-Péruwelz este un club de fotbal din Mouscron, Belgia, care evoluează în Prima Ligă.